# 安杰洛·泰勒
安杰洛·泰勒（英語：Angelo Taylor，1978年12月29日—），美国男子田径运动员，2000年和2008年夏季奥运会400米跨栏项目的冠军。他在这一跨栏项目的个人记录是47.25秒，这一时间使得他和费利克斯·桑切斯并列为该项目史上第八佳运动员。桑切兹恰好也赢得了两块奥运金牌，分别为2004年，即泰勒的两枚金牌之间，和2012年，即泰勒第二枚金牌之后。泰勒在400米跑项目上的最好成绩44.05秒，在历史上排名第15，并优于其他专长于400米栏的运动员。在2007年世界田径锦标赛上，他赢得了400米的铜牌。
作为美国队的一员，他拥有4×400米接力赛跑项目的三个世界冠军（2007、2009和2011年），也是2008年夏季奥运会接力项目的金牌获得者以及2012年的银牌获得者。

## 生平

### 早年生活
安杰洛·泰勒出生在佐治亚州的奥尔巴尼。他在佐治亚理工学院学习，期间于1998年获得NCAA冠军，而在1997年则位居第二名。1998年，泰勒还赢得了美国国家锦标赛的银牌。在1999年至2001年期间，他三度赢得冠军。
在1999年世界田径锦标赛中，泰勒首次在重大国际比赛中亮相。在这次比赛上，他在400米栏项目预赛上仅获得第三名，但在最终获得金牌的美国的4x400米接力队中作为第三棒。

### 2000年奥运会冠军
2000年，泰勒在奥运会预选赛上跑出了领先于世界的用时，并作为夺冠热门参加悉尼奥运会。在一场惊心动魄的决赛中，泰勒在最后的两个障碍中从第四位前进到第一位，并以领先沙特阿拉伯的哈迪·苏安·索马里0.03秒钟的成绩夺冠，创造了这一项目历史上冠亚军最为接近的记录。泰勒代表美国队参加了4x400米接力赛的预赛和半决赛，而美国队在决赛获得金牌。2008年8月2日，国际奥林匹克委员会在安东尼奥·佩蒂格鲁承认使用禁药后，剥夺了美国队获得的男子4x400米接力金牌。决赛四名参与者中的三名，包括佩蒂格鲁和双胞胎艾尔文和凯文·哈里森，以及参加预赛的选手杰米·杨恩，都承认使用兴奋剂或经兴奋剂检验为阳性。只有泰勒和世界纪录保持者迈克尔·约翰逊没有受到牵连。
正与病魔抗争的泰勒在2001年世界田径锦标赛400米栏项目的半决赛被淘汰，但作为美国4x400米接力队的一员获得金牌。他未能参加2003年世界田径锦标赛的美国代表队，并且在2004年夏季奥运会上也未能卫冕，仅在半决赛获得第四。

### 第二枚奥运金牌
2007年，泰勒取得了400米跑项目的新的个人最好成绩，并取得这一项目的美国冠军。在大阪举行的2007年世界田径锦标赛上，他赢得了400米项目的铜牌，并作为美国4×400米接力队伍的一员获得金牌。
在中国北京举行的2008年夏季奥林匹克运动会上，泰勒成为双料奥林匹克冠军，在400米栏和4×400米接力项目上皆获得金牌。在2009年世界田径锦标赛上他未能从跨栏项目预选赛上出线，但是参与了美国的4×400米接力队伍并成功卫冕。
在2010年的列蒂田径大奖赛上，泰勒在200米项目上取得第二名，并以20.23秒创造新的个人纪录。这一年他在跨栏项目排名上落在克伦·克莱蒙特和贝肖恩·杰克逊的后面，但是在2010年钻石联赛的洛桑、摩纳哥和斯德哥尔摩三站上他依然拔得头筹。这一项目上他的当年最好成绩是47.79秒。他在400米项目上亦登上过两次领奖台，分别是金晚会上的第二名和在苏黎世分级赛上以赛季最好成绩44.72秒获得的第三名。
他在2011年美国室外田径锦标赛的400米栏项目上获得了全年最好成绩47.94秒并夺得第三名，同时在国家队夺得一席。
泰勒在圣安东尼奥山学院障碍赛上获得第二名，开始了他的2012年赛季。他在2012年钻石联赛多哈站在400米项目上获得第三名，并在上海站在400米栏项目上夺冠。

### 2012年伦敦奥运会
泰勒在其参加的第四次奥运会上作为美国男子径赛队的队长出战。这位曾两度夺得400米跨栏项目金牌的选手以48.25秒的用时和第五名的成绩完成了比赛。 在4x400米接力赛决赛，泰勒作为第四棒，并且处于领先地位，但是最终被巴哈马队赶超，因而美国队仅获得了银牌，这也是自1980年美国抵制奥运会以来美国首次未能在这一项目上夺得金牌。

## 统计数据

### 个人最好成绩
| 项目      | 最好成绩（秒） | 位置                         | 日期          |
| --------- | -------------- | ---------------------------- | ------------- |
| 100米     | 10.58          | 美国佐治亚州雅典             | 2008年4月19日 |
| 200米     | 20.23          | 意大利列蒂                   | 2010年8月29日 |
| 300米     | 32.67          | 比利时列日                   | 2002年8月27日 |
| 400米     | 44.05          | 美国印第安纳州印第安纳波利斯 | 2007年6月23日 |
| 400米跨栏 | 47.25          | 中国北京                     | 2008年8月18日 |

## 家庭
父亲老安杰洛·泰勒，也参与体育运动，在奥尔巴尼州立大学参加美式足球和径赛项目的比赛。
泰勒目前与妻子居住在乔治亚州亚特兰大，两人育有一对双胞胎男孩。

## 争议

### 性犯罪定罪
在2006年，泰勒承认了其参与对未成年人犯罪的罪行，且被指控在2005年1月在佐治亚州亚特兰大迪卡尔布县的一个公园里的一辆车辆中对一儿童进行性骚扰。高级法官马克·安东尼·斯科特判处他缓刑三年、2500美元的罚款以及接受对性犯罪者的治疗的评估。